# Жаба-повитуха провінційна
Жаба-повитуха провінційна (Alytes dickhilleni) — вид жаб родини круглоязикові (Discoglossidae). Цей вид є ендеміком Іспанії.

## Поширення
Ареал його поширення сильно фрагментований і його площа становить менше, ніж 2000 км². Вид мешкає на висоті 700-2,140 м над рівнем моря (гори Сьєрра-Невада, Альмерія).

## Опис
Жаба-повитуха провінційна це амфібія малих розмірів, між 32,8 і 56,5 мм. Спина білуватого або сіруватого забарвлення з темними плямами. Залозисті горбки на спині білуваті. Фаланги пальців короткі і широкі. Зіниці вертикальні. Живиться в основному невеликими комахами і павуками.

## Спосіб життя
Природними місцями проживання жаби-повитухи провінційної є помірні ліси, прісноводні болота, пасовища, водойми, ставки і аквакультури. Він перебуває під загрозою зникнення через втрати місць проживання.

## Розмноження
Самці носять ікру прикріплену до задніх лапок, поки не вилупляться пуголовки (приблизно через місяць), а потім випускають їх у ставки.

## Охорона
Цей вид занесено до Додатка II Бернської конвенції. Він включений у регіональні Червоні книги і присутній на охоронюваних територіях: Національний парк Сьєрра-Морена, Національний парк Сьєрра-Невада-де, і природний парк Касорла. Захисні заходи проводяться у провінціях Кастилія-Ла-Манча, Андалусія.